# ميجي سيكا
ميجي سيكا (باللغة اليابانية 明治製菓株式会社) هي شركة وجبات خفيفة وايضا شركة أدوية يابانية.
كانت شركة الوجبات الخفيفة والأدوية هي التي تصنع مجموعة واسعة من المنتجات بما في ذلك بسكويت هيلو باندا الياباني ويان يان.

## روابط خارجية
- شركة Meiji Seika Pharma Co.، Ltd. (إنجليزي)
- شركة Meiji Co.، Ltd. (إنجليزي)
- شركة ستوفر للبسكويت